# 吉川元忠
吉川元忠（日语：吉川 元忠，きっかわ もとただ，1934年6月29日—2005年10月26日），日本经济学家。研究领域为国际金融学。出生于兵库县。

## 生平
1953年东京都日比谷高中毕业，1958年东京大学法学院毕业。毕业后进入日本兴业银行工作。担任行业研究部副主任。后在哥伦比亚大学和萨塞克斯大学担任客座教授。聖學院大學政治经济学院担任教授。1995年以来，一直担任神奈川大學经济学院教授。2005年3月退休。
著作《金融战败》一书，对泡沫经济破裂后的日本陷入经济低迷，日本在和美国金融战争中败北的结果大讨论。

## 著作

### 独著
- （時事通信社、1988年）
- （東洋経済新報社、1990年）
- （日本放送出版協会、1997年）
- 《金融战败》（『マネー敗戦』）（文藝春秋、1998年）
- （PHP研究所、1999年）
- （PHP研究所、2000年）
- （文藝春秋、2001年）
- （新書館、2003年）
- （筑摩書房、2004年）
- （徳間書店、2005年）

### 合著
- リチャード・A・ヴェルナー 『なぜ日本経済は殺されたか』（講談社、2003年）
- 関岡英之（日语：関岡英之） 『国富消尽―対米隷従の果てに』（PHP研究所、2005年）